# 狭叶幌伞枫
狭叶幌伞枫（学名：Heteropanax fragrans var. attenuatus）是五加科幌伞枫属幌伞枫的变种。分布于孟加拉以及中国大陆的广东、云南等地，目前尚未由人工引种栽培。